# تپه خرسدر
تپه خرسدر مربوط به سده‌های متاخر دوران‌های تاریخی پس از اسلام - دوره ساسانیان - سده‌های اولیه دوران‌های تاریخی پس از اسلام است و در شهرستان پل‌دختر، بخش مرکزی، دهستان ملاوی، ۷۵۰ متری شمال روستای خرسدر سفلی واقع شده و این اثر در تاریخ ۲۲ آبان ۱۳۸۶ با شمارهٔ ثبت ۲۰۱۲۲ به‌عنوان یکی از آثار ملی ایران به ثبت رسیده است.